# 不变条件
在计算机科学中，不变条件是指，在程序执行过程或部分过程中，可始终被假定成立的条件。比如，循环不变条件是指在循环开始和结束后始终成立的条件。

## 应用
不变条件在逻辑推理计算机程序正确性时，特别有用。优化编译器理论、契约式设计设计方法论及形式方法，都十分依赖于计算机程序的不变条件。
程序员往往使用断言来现式定义不变条件。一些面向对象编程语言也有特定语法定义类不变条件。